# Ehretia braunii
Ehretia braunii är en strävbladig växtart som beskrevs av Wilhelm Vatke. Ehretia braunii ingår i släktet Ehretia och familjen strävbladiga växter. Inga underarter finns listade i Catalogue of Life.